# 喬與傑克
喬與傑克（英文：Joe and Jake）是一對英國的雙人演唱組合，組成成員為Joe Woolford及Jake Shakeshaft。他們代表英國參加在瑞典斯德哥爾摩舉辦的2016年歐洲歌唱大賽，參賽曲為「你不孤單」。2015年他們一起參加了英國好聲音第四季，並且在節目結束後組成了雙人團體
。